# AS Jeunes Tahitiens
El Association Sportive Jeunes Tahitiens (comúnmente abreviado AS Jeunes Tahitiens o simplemente Jeunes Tahitiens) es un club de fútbol de la ciudad de Papeete, en la Polinesia Francesa. Fue fundado en el año 1923 bajo el nombre AS Tamarii Tahiti y es uno de los equipos de fútbol más viejos de Tahití. En 1926 cambiaron su nombre por el actual.
Ganó 3 veces la liga de su país y 5 veces la Copa de Tahití. A pesar de ello, hace más de 20 años que no logra un título.

## Palmarés
- Primera División (3): 1954, 1961, 1987
- Copa de Tahití (5): 1951, 1971, 1982, 1987, 1989

## Participación en competiciones de la OFC
| Temporada | Torneo                          | Ronda          | Club           | Resultado |
| --------- | ------------------------------- | -------------- | -------------- | --------- |
| 1987      | Campeonato de Clubes de Oceanía | Clasificatoria | CA Saint-Louis | 3–4       |